# دوستلیک (شهرستان نارین)
دوستلیک (به لاتین: Dostuk) یک منطقهٔ مسکونی در قرقیزستان است که در شهرستان نارین واقع شده‌است. دوستلیک ۷۵۰ نفر جمعیت دارد.